# Champions Hockey League
De Champions Hockey League (CHL) is het belangrijkste internationale ijshockeytoernooi voor clubs in en rond Europa. Het toernooi werd in het seizoen 2014-15 opgestart door 26 clubs, 6 landencompetities en de International Ice Hockey Federation (IIHF) en gaat om een kampioenschap tussen best geplaatste ploegen uit de verschillende nationale competities.

## Historie
De IIHF lanceerde in 2008 een toernooi met dezelfde naam ter gelegenheid van het 100-jarig bestaan van de ijshockeyfederatie. Het enige seizoen van dit toernooi werd gespeeld tussen 8 oktober 2008 en 28 januari 2009, en werd gewonnen door de ZSC Lions die daardoor in de Victoria Cup 2009 mochten spelen. De IIHF was van plan nog een seizoen te starten, maar werd uiteindelijk gedwongen het toernooi te annuleren vanwege problemen met het vinden van sponsors tijdens de gelijktijdige wereldwijde economische crisis, en het uitblijven van overeenstemming over het format van het toernooi met de aangesloten nationale ijshockeyfederaties.
Op 9 december 2013 werd een nieuw toernooi met dezelfde naam gelanceerd door de IIHF in samenwerking met een groep van 26 clubs uit zes landen, voortgekomen uit de European Trophy, dat van start zou gaan vanaf het seizoen 2014-15.

## Deelnemende teams
Sinds het seizoen 2017-18 nemen 32 teams deel aan de groepsfase, waarbij 24 van de 32 deelnemers afkomstig zijn uit de zes oprichtende competities (de Zweedse Hockey League, de Finse Liiga, de Zwitserse National League A, de Tsjechische Extraliga, de Duitse DEL en de Oostenrijkse EBEL) en kwalificaties uitsluitend worden verdeeld door prestaties in de nationale ijshockeycompetities. Hierdoor zijn de"oprichtende clubs", in tegenstelling tot eerdere seizoenen, niet langer gegarandeerd van een plaats in de competitie.
Er zijn maximaal vijf teams uit elk land toegestaan, waarbij de deelnemers uit elke landencompetitie worden toegewezen volgens een coëfficiëntensysteem (de beste twee competities van Europa krijgen vijf plaatsen, de volgende twee krijgen er vier en de overige twee krijgen er drie). De overige acht plekken worden verdeeld onder de kampioenen van de Noorse, Slowaakse, Franse, Wit-Russische, Deense, Britse en Poolse competities en de kampioen van de IIHF Continental Cup. Voor de bepaling van de coëfficiëntenlijst worden de verdiende punten meegenomen van de afgelopen vier seizoenen.
De gekwalificeerde teams worden ingedeeld in acht groepen van vier ploegen, waarbij de twee beste teams in elke groep doorgaan naar de play-offs. De play-offs zijn als een knock-outtoernooi opgesteld, waarbij alle play-offrondes tot de finale in twee wedstrijden (thuis- en uitwedstrijd) worden gespeeld en de winnaar na twee wedstrijden doorgaat naar de volgende ronde.

### Coëfficiëntenlijst nationale competities
| Rang | Nationale competitie | Punten 2016–17 (25%) | Punten 2017–18 (50%) | Punten 2018–19 (75%) | Punten 2019–20 (100%) | Totaal aantal punten | Aantal plaatsen voor 2022–23 |
| ---- | -------------------- | -------------------- | -------------------- | -------------------- | --------------------- | -------------------- | ---------------------------- |
| 1.   | SHLO                 | 95 (24)              | 100 (50)             | 100 (75)             | 100                   | 249                  | 5                            |
| 2.   | NLAO                 | 100 (25)             | 80 (40)              | 95 (71)              | 90                    | 226                  | 5                            |
| 3.   | DELO                 | 75 (19)              | 85 (43)              | 80 (60)              | 95                    | 217                  | 4                            |
| 4.   | LiigaO               | 90 (23)              | 90 (45)              | 85 (64)              | 80                    | 212                  | 4                            |
| 5.   | ELHO                 | 85 (21)              | 95 (48)              | 75 (56)              | 85                    | 210                  | 3                            |
| 6.   | EBELO                | 65 (16)              | 75 (38)              | 90 (68)              | 70                    | 192                  | 3                            |
| 7.   | BHL                  | 80 (20)              | 70 (35)              | 60 (45)              | 75                    | 175                  | 1                            |
| 8.   | EIHL                 | 60 (15)              | 65 (33)              | 40 (30)              | 70                    | 148                  | 1                            |
| 9.   | Ligue Magnus         | 45 (11)              | 50 (25)              | 70 (53)              | 55                    | 144                  | 1                            |
| 10.  | Tipos Extraliga      | 70 (18)              | 60 (30)              | 55 (41)              | 55                    | 144                  | 1                            |
| 11.  | Eliteserien          | 50 (13)              | 55 (28)              | 70 (53)              | 40                    | 134                  | 1                            |
| 12.  | PHL                  | 40 (10)              | 50 (25)              | 50 (38)              | 60                    | 133                  | 1                            |
| 13.  | Metal Ligaen         | 60 (15)              | 50 (25)              | 50 (38)              | 55                    | 133                  | 1                            |

O oprichtende competities van de CHL
Voetnoot: Door de IIHF werd beslist dat het seizoen 2021–22 omwille van de coronapandemie buiten beschouwing werd gelaten voor de coëfficiëntenlijst.

### Puntenbepaling voor coëfficiëntenlijst
Elke wedstrijd die in de Europese competitie gespeeld wordt telt voor punten op de coëfficiëntenranglijst. De verzamelde punten van alle teams uit één nationale competitie worden opgeteld en vervolgens gedeeld door het aantal teams uit die competitie. Het eindresultaat vertegenwoordigt de Europese coëfficiënt van de competitie voor dat jaar. De coëfficiënten worden vervolgens gesorteerd van hoog naar laag; de beste competitie krijgt 100 punten en elke volgende krijgt vijf punten minder dan de vorige (95, 90, 85, ...).
De punten voor Europese wedstrijden worden zijn als volgt toegekend:
- overwinning in reguliere speeltijd - 3 punten (groepsfase en play-offs)

- overwinning in verlengingen - 2 punten (alleen groepsfase; geen verlengingen in play-offs)

- gelijkspel in reguliere speeltijd - 1 punt (alleen play-offs)

- verlies in verlenging - 1 punt (alleen groepsfase)

- verlies in reguliere speeltijd - 0 punten (groepsfase en play-offs)

Daarnaast krijgt elk team 1 punt voor het bereiken van een volgende ronde in het toernooi.
Bij de coëfficiëntenlijst worden de verdiende punten meegenomen van de afgelopen vier seizoenen. Voor het eerste seizoen tellen de behaalde competitiepunten uit dat seizoen voor 25% mee, voor het tweede seizoen 50% van de gewonnen punten, voor het derde seizoen 75% van de gewonnen punten en 100% van de gewonnen punten in het laatste (vierde) seizoen.

## Seizoenen

### Overzicht
| Seizoen | Aantal teams                      | Aantal wedstrijden                | Gem. toeschouwersaantal           | Winnaar                           | Runner-up                         | Halve finalisten                  | Halve finalisten                  |
| ------- | --------------------------------- | --------------------------------- | --------------------------------- | --------------------------------- | --------------------------------- | --------------------------------- | --------------------------------- |
| 2014–15 | 44                                | 161                               | 3,049                             | Luleå HF                          | Frölunda HC                       | Oulun Kärpät                      | Skellefteå AIK                    |
| 2015–16 | 48                                | 157                               | 3,261                             | Frölunda HC                       | Oulun Kärpät                      | HC Davos                          | Lukko                             |
| 2016–17 | 48                                | 157                               | 3,240                             | Frölunda HC                       | HC Sparta Praha                   | HC Fribourg-Gottéron              | Växjö Lakers                      |
| 2017–18 | 32                                | 125                               | 3,369                             | JYP                               | Växjö Lakers                      | HC Oceláři Třinec                 | HC Bílí Tygři Liberec             |
| 2018–19 | 32                                | 125                               | 3,400                             | Frölunda HC                       | EHC Red Bull München              | HC Plzeň                          | EC Red Bull Salzburg              |
| 2019–20 | 32                                | 125                               | 3,446                             | Frölunda HC                       | Mountfield HK                     | Djurgårdens IF                    | Luleå HF                          |
| 2020–21 | Geen toernooi door coronapandemie | Geen toernooi door coronapandemie | Geen toernooi door coronapandemie | Geen toernooi door coronapandemie | Geen toernooi door coronapandemie | Geen toernooi door coronapandemie | Geen toernooi door coronapandemie |
| 2021–22 | 32                                | 123                               | 1,988                             | Rögle BK                          | Tappara                           | Frölunda HC                       | EHC Red Bull München              |
| 2022–23 | 32                                | 125                               | 2,841                             | Tappara                           | Luleå HF                          | EV Zug                            | Frölunda HC                       |

### Seizoen 2014–15
Het seizoen 2014-15 werd gespeeld tussen augustus 2014 en februari 2015. 44 clubs uit 12 Europese landen namen deel aan het seizoen, verdeeld in 11 groepen van elk vier teams. Elk team speelde een dubbele round-robin in hun groep, voor een totaal van 6 wedstrijden per team. De 11 groepswinnaars en de top vijf van de runners-up plaatsten zich voor de play-offs. De play-offs waren als een knock-outtoernooi gespeeld, waarbij in alle play-offrondes die tot de finale in twee wedstrijden (thuis- en uitwedstrijd) werden gespeeld. In totaal werden 161 wedstrijden gespeeld, inclusief de groepsfase en de play-offs. Het seizoen werd gewonnen door Luleå HF, dat in de finale Frölunda HC versloeg.

### Seizoen 2015–16
Voor het seizoen 2015-16 werd het toernooi uitgebreid tot 48 teams, verdeeld in 16 groepen met drie teams in elke groep. De twee eerste teams in elke groep gingen door naar de play-off ronde van 32 teams. De 48 teams die aan het seizoen begonnen bestonden uit de 26 stichtende A-licentieclubs, 12 B-licentieclubs uit de stichtende competities en 10 C-licentie (of wildcard) teams uit andere competities. In totaal werden 157 wedstrijden gespeeld. Frölunda HC won zijn eerste titel in de Champions League door in de finale Oulun Kärpät te verslaan.

### Seizoen 2016–17
Het seizoen 2016-17 werd opnieuw gespeeld met 48 teams, met hetzelfde format als in het seizoen ervoor. Het seizoen begon op 16 augustus 2016 en eindigde met de laatste wedstrijd op 7 februari 2017, waarbij Frölunda opnieuw de eindwinnaar werd door Sparta Praag na verlengingen met 4-3 te verslaan.

### Seizoen 2017–18
Vanaf het vierde CHL-seizoen werd het kampioenschap weer teruggebracht tot 32 teams, en werd kwalificatie uitsluitend op sportieve verdiensten in de nationale competities gebaseerd. De zes oprichtende competities werden vertegenwoordigd door drie tot vijf teams (op basis van een ranglijst over drie jaar), terwijl acht teams uit de "challenge leagues" elk door één team werden vertegenwoordigd. Geen enkel stichtend team was automatisch gekwalificeerd voor het toernooi.
De Finse ploeg JYP Jyväskylä won de titel door de Zweedse ploeg Växjö Lakers met 2-0 te verslaan.

### 2018–19 season
Aan het vijfde CHL-seizoen werd deelgenomen door 32 teams, en kwalificatie vond uitsluitend plaats op basis van sportieve verdiensten. De zes stichtende competities werden vertegenwoordigd door drie tot vijf teams (op basis van een ranglijst over vier jaar), terwijl zeven "challenge leagues" elk door één team werden vertegenwoordigd. Eén plaats werd toegekend aan de kampioen van de continentale beker. De groepsfasen begonnen op 30 augustus 2018 en eindigden op 17 oktober 2018. Het seizoen had een gemiddelde opkomst van 3,401 per wedstrijd, wat een procentuele stijging was ten opzichte van het vorige seizoen.
Het Zweedse team Frölunda HC won zijn derde Champions Hockey League-titel door EHC Red Bull München, het eerste Duitse team dat de finale bereikte, met 3-1 te verslaan in het Scandinavium in Göteborg.

### Seizoen 2019–20
Het zesde CHL-seizoen telde 32 teams, en kwalificatie was opnieuw alleen op sportieve verdiensten in nationale competities. Vanaf dit seizoen werd één plaats toegekend aan de kampioen van het afgelopen seizoen (Frölunda HC) en een door de federatie gekozen wildcard-team.
Het Zweedse team Frölunda HC verdedigde met succes zijn titel in de Champions Hockey League door in de finale het Tsjechische team Mountfield HK met 3-1 te verslaan, en zo voor de vierde keer sinds de start van de competitie de Europese titel te winnen. Voor het eerst in de geschiedenis van de competitie werd de finale in Tsjechië gehouden, omdat Mountfield HK het recht had om de wedstrijd in hun ČPP Arena te organiseren.

### Seizoen 2020–21
In het seizoen 2020-21 werd er omwille van de coronapandemie geen Champions Hockey League georganiseerd.

### Seizoen 2021–22
Het zevende CHL-seizoen telde 32 teams die alleen op sportieve verdiensten werden gekwalificeerd. De zes oprichtende competities werden vertegenwoordigd door drie tot vijf teams (op basis van een ranglijst over drie jaar), terwijl zeven "challenge leagues" werden vertegenwoordigd door hun nationale kampioenen. Eén plaats werd toegekend aan de kampioen van de Champions Hockey League 2019-20, evenals twee door het bestuur geselecteerde wildcard-teams ter vervanging van de nationale kampioenen van Wit-Rusland en Slowakije. Het seizoen werd gekenmerkt door deelname van het eerste Oekraïense team, HC Donbass.
Het Zweedse team Rögle BK versloeg, in hun debuutseizoen op het hoogste Europese podium, het Finse team Tappara met 2-1 in de finale in hun eigen Catena Arena in Ängelholm.

### Seizoen 2022-23
Het achtste seizoen van de Champions Hockey League vond plaats tussen 1 september 2022 en 18 februari 2023 met opnieuw 32 teams.
Het Finse Tappara won haar eerste Champions Hockey League-titel, door het Zweedse Luleå HF met 3–2 te verslaan in de finale. Door deze overwinning werd Tappara het tweede Finse team dat de Europese titel wist te winnen, nadat ze in de kwartfinale al de titelverdediger Rögle BK wisten te verslaan.

## Records en statistieken

### Winnaars en finalisten
| Club                 | Aantal keren winnaar | Aantal keren finalist | % overwinningen | Seizoen(en)                        |
| -------------------- | -------------------- | --------------------- | --------------- | ---------------------------------- |
| Frölunda HC          | 4                    | 1                     | .800            | 2015–16, 2016–17, 2018–19, 2019–20 |
| Tappara              | 1                    | 1                     | .500            | 2022–23                            |
| Luleå HF             | 1                    | 1                     | .500            | 2014–15                            |
| JYP                  | 1                    | 0                     | 1.000           | 2017–18                            |
| Rögle BK             | 1                    | 0                     | 1.000           | 2021–22                            |
| EHC Red Bull München | 0                    | 1                     | .000            |                                    |
| HC Sparta Praha      | 0                    | 1                     | .000            |                                    |
| Mountfield HK        | 0                    | 1                     | .000            |                                    |

| Land      | Aantal keren winnaar | Aantal keren finalist |
| --------- | -------------------- | --------------------- |
| Zweden    | 6                    | 3                     |
| Finland   | 2                    | 2                     |
| Tsjechië  | 0                    | 2                     |
| Duitsland | 0                    | 1                     |

## Prijzengeld
Hoewel de Champions League in andere clubsporten het hoogst bereikbare doel is, hebben in het ijshockey de verenigingen, competities, clubs en fans het moeilijk met internationale clubcompetities. Door de decennia heen zijn er altijd nieuwe formats geweest voor een Europa Cup, waarvan er nauwelijks een lang stand hield.
Hoewel de winnaar van de CHL momenteel één miljoen euro aan prijzengeld ontvangt, en de duels tussen de topteams uit Zweden, Finland, Tsjechië, Zwitserland en Duitsland vaak spektakel opleveren, heeft de CHL problemen met het enthousiasmeren van toeschouwers en liggen de toeschouwersaantallen bij Europese wedstrijden aanzienlijk lager dan in de nationale competities. Waar in Zweden, Finland, Duitsland en Zwitserland er vaak meer dan 10.000 toeschouwers aanwezig zijn, ligt het gemiddelde in de CHL vaak onder de 5000 en trekken sommige wedstrijden geeneens duizend toeschouwers. Één van de oorzaken hiervan is dat populaire clubs, zoals Eisbären Berlin, voor Europese wedstrijden van hun grote arena uitwijken naar een kleiner, oud stadion waar minder toeschouwers binnen kunnen.
De CHL en hun Zwitserse directeur Martin Baumann hebben daarom aan het begin van het seizoen 2022-23 aangegeven dat de Europese competitie opnieuw hervormd zal worden. "Iedereen wil Real Madrid, Barcelona of Chelsea in het voetbal zien, maar bij ijshockey kijk je liever naar jouw eigen thuisteam dat je al tien keer eerder hebt gezien", zei Baumann hierover in 2022. Vanaf het seizoen 2023-24 zullen er daarom nog maar 24 in plaats van 32 teams deelnemen, om het aantal wedstrijden te verminderen en affiches voor clubs en toeschouwersaantrekkelijker te maken.